# Wetterau

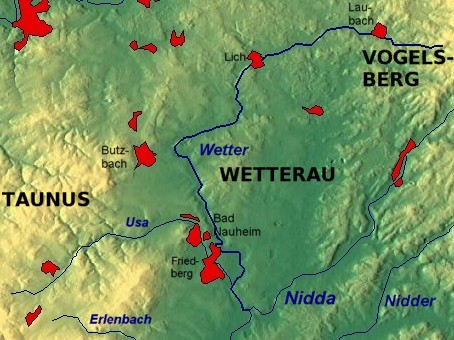
De Wetterau

De Wetterau is een streek in de Duitse deelstaat Hessen, een vlakte gelegen tussen het heuvelachtige Opper-Hessen en het Taunusgebergte. Hij ontleent zijn naam aan de rivier de Wetter, een zijrivier van de Nidda.
In Friedberg bevindt zich het Wetterau-Museum met cultuurhistorische stukken en archeologische vondsten uit de regio Wetterau.

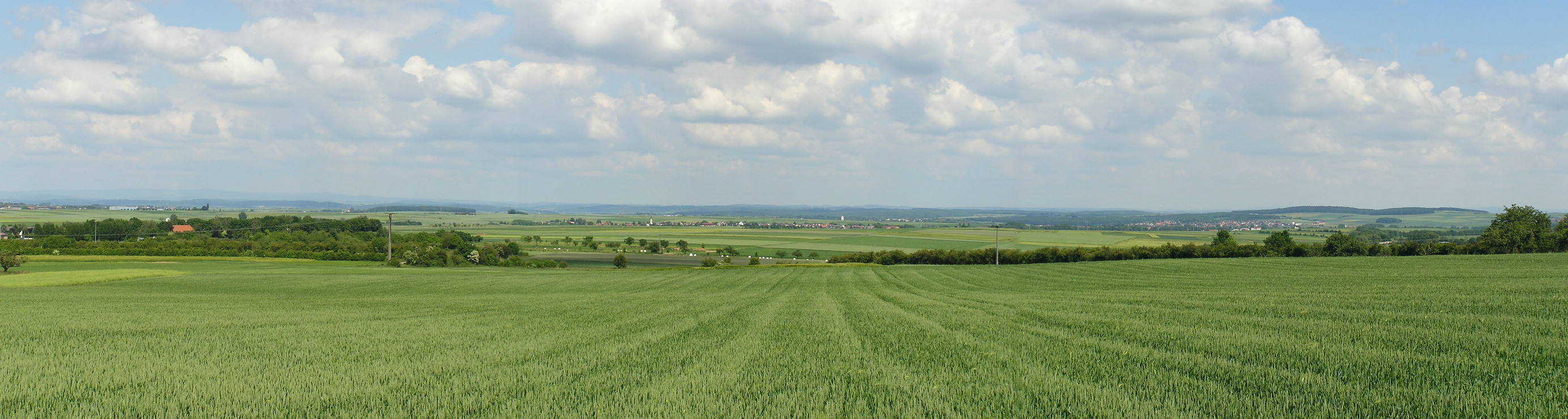
De Wetterau; in de vallei stroomt de Nidda